# エステバン・アバディ
エステバン・アバディ（Esteban Abadie、1997年12月1日 - ）は、フランスのラグビーユニオン選手。トップ14のRCトゥーロンに所属している。

## 家族
父ジェフリー・アバディ、祖父アラン・アバディ、大叔父アンドレ・アバディもラグビー選手。

## 経歴
サルト県ル・マン生まれ。ラシン92のユース部門に所属した。
2017-18シーズンで、スタッド・トゥールーザン戦でラシン92での出場を果たした。
2019年、CAブリーヴに移籍。同年、7人制フランス代表に選ばれる。
2023年6月、RCトゥーロンに加入。
2024年、フランス代表に選ばれ、シックス・ネイションズに出場した。